# Carlo's TV Café
Carlo's TV Café was een wekelijks praatprogramma dat uitgezonden werd door RTL 4 en als opvolger diende van Carlo & Irene: Life4You. De presentatie van het programma was in handen van Carlo Boszhard. Het programma werd uitgezonden 11 oktober 2015 tot en met 2 april 2017 en bestond uit twee seizoenen.

## Opbouw van het programma
Na de cold open met daarin een teaser van het item Wil Wil Wel of een persiflage uit De TV Kantine speelt de band de leader van het programma. Sjors van der Panne, Emmaly Brown of Shary-An Nivillac zingt en kondigt presentator Carlo Boszhard aan. Boszhard komt van de trap en als hij voor de band staat noemt hij op wie er allemaal te gast zijn. Boszhard heet het publiek en de kijkers welkom en hij maakt een openingspraatje. Boszhard heeft een kort praatje met vaste kok Roberta Pagnier die in de keuken staat en vervolgens maakt de co-host zijn entree. Boszhard en de co-host nemen plaats voor het greenscreen, waar de hoogtepunten uit zijn of haar carrière in rap tempo voorbijkomen met foto’s op de achtergrond die dit verhaal illustreren. Ook nemen Boszhard en de co-host samen de week door en de co-host vertelt wat zijn lievelingsgerecht is. Pagnier neemt het over in de keuken waar Boszhard ook naartoe gaat. De co-host kondigt het uitje aan van Boszhard en zijn moeder, de rubriek: Wil Wil Wel. Na het filmpje roept Boszhard de mensen thuis op om een mailtje te sturen voor nieuwe uitjes. Boszhard vraagt aan zijn co-host om de volgende gast aan te kondigen en daarna is het tijd voor een artiest die optreedt.
Na de reclame zien we de co-host in de keuken staan om kok Pagnier te helpen in de keuken, waarna het tijd is voor Carlo's Café Spel dat wekelijks wordt gespeeld door een andere BN'er. Boszhard legt uit dat de prijs voor het publiek er alleen uitgaat als het spel goed wordt uitgevoerd. Na het spel praten Boszhard en zijn co-host aan de tafel met hun volgende gast. In de tussentijd is het eten klaar en Roberta serveert dit aan de gasten. Boszhard legt uit dat het publiek een foodiebag krijgt met producten die Pagnier heeft gebruikt en bardame Marina houdt de foodiebag omhoog. Boszhard neemt samen met zijn co-host plaats voor de band en ze zingen samen een duet, dat gaat over de week die komen gaat. Tijdens het lied komen foto’s voorbij en Carlo bedankt zijn gasten en onthult wie volgende week zijn co-host is.

## Terugkerende onderdelen
Wil Wil WelWekelijks gaat Boszhard met zijn moeder Wil op pad om een opdracht uit te voeren. In de eerste afleveringen was dit achtereenvolgens onder andere: een lachtherapie, Wil in The Walking Dead, Wil krijgt vliegles, Wil als weervrouw, Wil gaat jodelen, Wil gaat naaktschilderen, Wil in de achtbaan met Ron Boszhard, Wil gaat soppen in een studentenhuis, Wil acteert mee met Moordvrouw, Wil leert Spaans en Wil gaat knutselen met Nel Donders, een carnavalsplaat opnemen met Wolter Kroes. Het succes van Carlo's TV Café-rubriek Wil Wil Wel, is ook jongerenzender NPO 3 niet ontgaan. Het tv-station komt in het najaar van 2016 met een eigen versie.

### Geschiedenis Wil Wil Wel
In de zomer van 2015 kreeg de moeder van Boszhard een voorstel van een producent voor een programma, 50 Ways to Kill Your Mammy, een format uit het buitenland. "Daarvoor moest ik uit vliegtuigen springen, bergen beklimmen en wat voor onzin nog meer. Nou, dank je wel, zie je mij dat doen met mijn kunstheup en -knie?" Toch liet het idee om voor Boszhard iets te bedenken Carlo en de producent niet los. Ze besloten een pilot op te nemen en die pakte zo leuk uit dat vanaf dat moment Boszhard een eigen item kreeg in de zondagmiddagshow. Het item Wil wil slaat vanaf de start aan bij televisiekijkend Nederland en bij de critici. “Het scoort prima, mede dankzij de glansrol voor Carlo’s moeder: Wil Boszhard-Vis“, aldus de VARA. Carlo en Wil hun opwachting maken aan tafel in DWDD. Carlo: „Ze is zichzelf, heel spontaan, kan hilarisch uit de hoek komen en is bovendien mijn moeder hè; een van de liefste vrouwen op de wereld. De moeder van Boszhard krijgt thuis aan haar eigen keukentafel te horen welk uitje haar zoon diezelfde dag voor haar in petto heeft. Pas in de auto wordt pas echt duidelijk wat ze gaan doen en iedere keer denkt ze weer: 'O nee, dat doe ik niet’. En iedere keer valt het weer mee en vindt ze het toch heel leuk. Met twee bekende zoons was het televisiewereldje voor Wil Boszhard geen vreemd terrein, maar toch was er heel wat overredingskracht nodig om haar wekelijks mee te laten doen in Carlo's TV Café. De moeder van Boszhard kreeg de smaak te pakken en hoopte stiekem op een aanbod van Omroep MAX. 
De TV KantineDe TV Kantine is een vast onderdeel van het programma. Iedere week worden de meest actuele typetjes nagedaan. Irene Moors maakt hierin incidenteel haar opwachting. Ook haalt Boszhard regelmatig als typetje een gast op voor zijn programma.
Carlo's Café SpelBoszhard speelt samen met een van zijn gasten een op maat gemaakt spel. Hiermee kan een prijs voor het publiek worden gewonnen.
Carlo's Taxi CabBoszhard haalt als typetje zijn gast op voor in het programma. Dit is een gesponsord onderdeel, de auto is Mitsubishi.

## Afleveringen

### Seizoen 1
| Nr. | Datum                     | Kijkcijfers | Co-host             | Gasten | Muziek                                                | Persiflage(s)                      |
| --- | ------------------------- | ----------- | ------------------- | --- | ----------------------------------------------------- | ---------------------------------- |
| 1   | 11 oktober 2015           | 694.000     | Chantal Janzen      | Jandino Asporaat, Jennie Lena, Glennis Grace, Andy van der Meijde, Pip Pellens, Pim Wessels                                                                    | Sjors van der Panne                                   | Timor Steffens, Euvgenia Parakhina |
| 2   | 18 oktober 2015           | 765.000     | Georgina Verbaan    | Jim Bakkum, Kay Nambiar, Humberto Tan | Sjors van der Panne                                   | Linda de Mol, boer Geert           |
| 3   | 25 oktober 2015           | 761.000     | Johnny de Mol       | Roy Donders, Rian Donders, Jelka van Houten, Jan Versteegh, finalisten Holland's Next Top Model                                                                | Emmaly Brown                                          | Spike                              |
| 4   | 1 november 2015           | 668.000     | Wendy van Dijk      | Nick & Simon, Romy Monteiro, John Williams | Sjors van der Panne                                   | Lee Towers                         |
| 5   | 8 november 2015           | 736.000     | Frans Bauer         | Elle Bandita, Patricia Paay en Maurice Dix, Irene Moors | Sjors van der Panne                                   | -                                  |
| 6   | 15 november 2015          | 738.000     | Lucille Werner      | Marjolein Keuning, André Hazes jr., Gerrie (Jandino Asporaat)                                                                                                  | Brace, Elise, Jared en Sanne uit The voice of Holland | Henny Huisman, Sabia Engizek       |
| 7   | 22 november 2015          | 778.000     | Chantal Janzen      | Mattie & Wietze, Ladies of Soul, Fred van Leer, Fockeline Ouwerkerk                                                                                            | Sjors van der Panne                                   | Ali B                              |
| 8   | 29 november 2015          | 745.000     | Johnny de Mol       | Lies Visschedijk, Nielson, Gordon, Angela Schijf | Emmaly Brown                                          | -                                  |
| 9   | 6 december 2015           | 782.000     | Angela Groothuizen  | Wendy van Dijk, Ilse DeLange & JB Meijers (The Common Linnets), Ruud Feltkamp, Thekla Reuten                                                                   | Emmaly Brown                                          | René van der Gijp                  |
| 10  | 13 december 2015          | 762.000     | Gerard Joling       | Barry Atsma, Barbara Sloesen, De Toppers | Emmaly Brown                                          | -                                  |
| 11  | 20 december 2015          | 665.000     | Ruben Nicolai       | Esmée van Kampen, Kim Feenstra, Pip Pellens, Jan Smit, Marcelino Wunderlich                                                                                    | Jamai Loman                                           | -                                  |
| 12  | 3 januari 2016 Compilatie | 700.000     | nvt                 | nvt | nvt                                                   | nvt                                |
| 13  | 10 januari 2016           | 781.000     | Art Rooijakkers     | Sonja Bakker (in de keuken), Carly Wijs, Victor Mids | Shary-An Nivillac                                     | -                                  |
| 14  | 17 januari 2016           | 769.000     | Fockeline Ouwerkerk | Dennis Weening, Timor Steffens, Alex Klaasen, Ferry Doedens, Daan Boom                                                                                         | Shary-An Nivillac                                     | René Froger                        |
| 15  | 24 januari 2016           | 672.000     | Wendy van Dijk      | Irene Moors (telefonisch), Arie Boomsma, Guido Spek, Dennis Weening                                                                                            | Shary-An Nivillac                                     | Patty Brard                        |
| 16  | 31 januari 2016           | 579.000     | Jelka van Houten    | Maan de Steenwinkel, Rens (uit: Hij is een Zij) | Shary-An Nivillac                                     | Anouk Teeuwe                       |
| 17  | 7 februari 2016           | 711.000     | André Hazes jr.     | Paul de Leeuw, Jennie Lena, Jan Versteegh, Geraldine Kemper | Shary-An Nivillac                                     | -                                  |
| 18  | 14 februari 2016          | 633.000     | Irene Moors         | Gerard Joling, Kim Holland, Waylon | Shary-An Nivillac                                     | -                                  |
| 19  | 21 februari 2016          | 894.000     | Esmée van Kampen    | Jamai Loman, Tijl Beckand, Ronald Molendijk, O'G3NE, Buddy Vedder                                                                                              | Shary-An Nivillac                                     | -                                  |
| 20  | 28 februari 2016          | 665.000     | Edsilia Rombley     | Mattie Valk, Tim Oliehoek, Cécile Narinx, Gers Pardoel | Shary-An Nivillac                                     | Eva Jinek                          |
| 21  | 6 maart 2016              | 681.000     | Bridget Maasland    | K-otic, Luuk Ikink, Yes-R | Shary-An Nivillac                                     | Ali B, Douwe Bob                   |
| 22  | 13 maart 2016             | 553.000     | Klaas van Kruistum  | Eva Simons, Winston Gerschtanowitz, Uit It Takes 2: Glennis Grace, Jan Kooijman, Fatima Moreira de Melo & Rutger Vink (Furtjuh), Renée de Gruijl & Nigel Schat | Shary-An Nivillac                                     | -                                  |
| 23  | 20 maart 2016             | 658.000     | Everon Jackson Hooi | Dirk Zeelenberg, Stijn Fransen, Ron Boszhard | Shary-An Nivillac                                     | -                                  |
| 24  | 27 maart 2016             | 489.000     | Patricia Paay       | Alberto Stegeman, Sharon Doorson, Bobbi Eden, Ali B | Shary-An Nivillac                                     | -                                  |
| 25  | 3 april 2016              | 333.000     | Jan Versteegh       | Streetlab, Ruth B, Dan Karaty, Angela Groothuizen | Shary-An Nivillac                                     | -                                  |
| 26  | 10 april 2016             | 431.000     | Loretta Schrijver   | Xandra Brood, Lola Brood, Holly Mae Brood, Joe & Jake, Amir Haddad, boer Geert Krops                                                                           | Shary-An Nivillac                                     | Marc-Marie Huijbregts              |
| 27  | 17 april 2016             | 590.000     | Albert Verlinde     | Kim-Lian van der Meij, Maan de Steenwinkel, Renate Gerschtanowitz, Arjan Postma                                                                                | Shary-An Nivillac                                     | -                                  |
| 28  | 24 april 2016             | 431.000     | Jan Smit            | Jan Versteegh, Koen & Gigi (Niet Lullen Maar Poetsen), John van den Heuvel                                                                                     | Shary-An Nivillac                                     | -                                  |
| 29  | 1 mei 2016                | 467.000     | Lieke van Lexmond   | Lucille Werner, O'G3NE, Trijntje Oosterhuis | Jan Versteegh                                         | -                                  |
| 30  | 8 mei 2016                | 236.000     | Jamai Loman         | Puck van Stijn (uit Zwarte Tulp), Gerard Joling, Pim Wessels, Tim Douwsma                                                                                      | Shary-An Nivillac                                     | -                                  |
| 31  | 15 mei 2016               | 488.000     | Wil Boszhard        | Patty Brard, Danny de Munk, Django Wagner, Buddy Vedder, Robin Martens                                                                                         | Shary-An Nivillac                                     | -                                  |

### Seizoen 2
| Nr. | Datum            | Kijkcijfers | Co-host                 | Gasten | Muziek            |
| --- | ---------------- | ----------- | ----------------------- | --- | ----------------- |
| 1   | 16 oktober 2016  | 377.000     | Jamai Loman             | John van den Heuvel, Frans Bauer, Pip Pellens, Humberto Tan. 4U (winnaars van The Next Boy/Girl Band), cast van Centraal Medisch Centrum: Vincent Croiset, Kevin Hassing en Linde van de Heuvel               | Shary-An Nivillac |
| 2   | 23 oktober 2016  | 507.000     | Angela Groothuizen      | Jennie Lena, Baggio Rock (The Voice of Holland), Jennifer Hoffman, Tibor Lukács, Buddy Vedder, Veronic Dicaire, finalisten Holland's Next Top Model 2016: Noor van Velzen, Akke Marije Marinus en Emma Hagers | Melissa Janssen   |
| 3   | 30 oktober 2016  | 683.000     | Yolanthe Sneijder-Cabau | Dennis Weening, Ruud Feltkamp, William Rutten, Wolter Kroes, Brace, Anita Witzier, Rick Brandsteder | Shary-An Nivillac |
| 4   | 6 november 2016  | 445.000     | Kees Tol                | Monic Hendrickx, Max Westerman, Gerson Main, René Froger, Foute Vrienden: Klaas van der Eerden, Pepijn Gunneweg, Pim Muda en Albert Jan van Ree, Beau van Erven Dorens                                        | Dion Kuiper       |
| 5   | 13 november 2016 | 377.000     | Gordon                  | Patricia Paay, John de Wolf, deelnemers Oh Oh Daar Gaan We Weer!: Wesley Broens, Nicky Zouwer & Genieviève Fox Zouwer, K3, Domien Verschuuren                                                                 | Melissa Janssen   |
| 6   | 20 november 2016 | 481.000     | Chantal Janzen          | Tess Milne, Noortje Herlaar, Everon Jackson Hooi, Abbey Hoes, Iris van den Ende | Shary-An Nivillac |
| 7   | 27 november 2016 | 534.000     | Kim-Lian van der Meij   | Katja Schuurman, Georgina Verbaan, Anna Nooshin, Henk Schiffmacher, Danny de Munk & Roemer, Ladies of Soul: Trijntje Oosterhuis, Berget Lewis, Edsilia Rombley, Candy Dulfer en Glennis Grace                 | Wudstik           |
| 8   | 4 december 2016  | 510.000     | Nicolette Kluijver      | K-otic, Victor Mids, Arie Boomsma, Dries Roelvink, Dave Roelvink en Donny Roelvink, Achmed Akkabi | Shary-An Nivillac |
| 9   | 11 december 2016 | 498.000     | Jan Kooijman            | Gerard Joling, Toprak Yalçiner, Kim Feenstra, Humberto Tan, Inge Ipenburg | Melissa Janssen   |
| 10  | 18 december 2016 | 477.000     | O'G3NE                  | André Hazes jr., Jim Bakkum, Buddy Vedder, Irene Moors & Rudolph van Veen |                   |
| 11  | 8 januari 2017   | 487.000     | Toprak Yalçiner         | Sonja Bakker, Mark Tuitert, Vincent Vianen, Tino Martin |                   |
| 12  | 15 januari 2017  | 563.000     | Albert Verlinde         | Fajah Lourens, Berget Lewis, Jett Rebel, Andy van der Meijde & Melisa Schaufeli |                   |
| 13  | 22 januari 2017  | 561.000     | Buddy Vedder            | Robèrt van Beckhoven, Jeroen van der Boom, Kees van der Spek, Rick Brandsteder |                   |
| 14  | 29 januari 2017  | 525.000     | André Hazes jr.         | Elise Schaap, Josje Huisman, Lieke van Lexmond |                   |
| 15  | 5 februari 2017  | 734.000     | Heleen van Royen        | Kees van der Spek, Mark Tuitert, Zoey Ivory, Lisa Lois en Maan de Steenwinkel |                   |
| 16  | 12 februari 2017 | 660.000     | René van der Gijp       | Romy Monteiro, Remy Bonjasky, finalisten The Voice of Holland 2017: Pleun Bierbooms, Isabel Provoost, Vinchenzo Tahapary & Thijs Pot                                                                          |                   |
| 17  | 19 februari 2017 | 615.000     | Gerard Joling           | Anna Nooshin, Do, Geert Krops (boer Geert), Lisa Lois en Maan de Steenwinkel |                   |
| 18  | 26 februari 2017 | 511.000     | Yolanthe Sneijder-Cabau | Leo Alkemade en Fockeline Ouwerkerk, Peter van der Vorst, Victoria Koblenko |                   |
| 19  | 5 maart 2017     | 607.000     | Bertie Steur            | Beau van Erven Dorens, O'G3NE, Mark Tuitert |                   |
| 20  | 12 maart 2017    | 536.000     | Carly Wijs              | Jesse Klaver, Kim-Lian van der Meij, Sharon Doorson |                   |
| 21  | 19 maart 2017    | 631.000     | Chantal Janzen          | Wendy van Dijk, Kjeld Nuis, Baggio Rock |                   |
| 22  | 26 maart 2017    | 420.000     | Marieke Elsinga         | mr. Frank Visser, Shirma Rouse, Jennie Lena |                   |
| 23  | 2 april 2017     | 478.000     | Ron Boszhard            | Wil Boszhard-Vis, Frans Bauer, Thomas Berge |                   |
| 24  | 9 april 2017     | 478.000     | nvt                     | compilatie-aflevering |                   |
| 25  | 16 april 2017    | ?           | nvt                     | compilatie-aflevering |                   |
| 26  | 23 april 2021    | ?           | nvt                     | compilatie-aflevering |                   |
| 27  | 30 april 2021    | ?           | nvt                     | compilatie-aflevering |                   |